# HAL (动力服)
HAL（日語：ハル，中译：混合助力肢体）是一款外骨骼动力服，由日本筑波大学的山海嘉之教授创办的Cyberdyne公司研发。

## 原理及设计
HAL本质上是一种捆绑于身体的行走用机器人。当一个人正要试图行走时，大脑会通过神经向肌肉发送电生理信号，而在人体的皮肤表面上能够微弱地探测到这种电信号。一旦使用者体表上的传感器捕捉到这种信号，HAL的伺服系统便会被激活，增强行走的强度与稳定性。HAL配有两套动作控制系统用于自动强化使用者的动作，分别是由用户动作激活的“生化电子自主控制系统”（英語：Cybernic Voluntary Control，CVC）和自动运作的“生化电子自主控制系统”（英語：Cybernic Autonomous Control，CAC）。

## 开发
1995年，山海嘉之制造了HAL的原型机，并借此创立了“生化电子”学科。生化电子是涉及仿生学、电子学和物理学的跨学科技术，旨在研发辅助人体运动的智能装置。
2001年，山海嘉之与同为日本筑波大学教授的三阶吉行制造出了全身用型HAL的第三版原型机，可以为腿部无力的使用者提供腿部助力，并使其能够抬起100公斤的重物。然而，该版HAL仅是电池便重达22公斤，使用时需连接到一台电脑上，且需要额外两人协助才可穿戴。与之相比，最新版本的HAL 5原型机整体重23公斤，且控制电脑内置在动力服上。
2004年6月，山海嘉之创立了Cyberdyne公司，作为其旗舰产品的HAL于2005年首次亮相于爱知世博会。
2006年，HAL 5获得日本设计振兴会颁发的优良设计奖金奖。
2008年，HAL正式发布，向日本的医疗机构开放租借。截至2012年10月，已有逾300套HAL租借给130家医疗结构与养老院，月租金为2000美元。
HAL目前主要分为两种型号，下肢用型的HAL 3，及全身用型的HAL 5。

## 使用情况
HAL主要面向身体障碍者及老年人开发，租借给医疗机构和养老院；亦有面向体力劳动者开发的版本，用于建筑施工或灾害救援等。有研究表明，HAL与特别设计的康复游戏配合使用，有助于身体障碍儿童的行走训练。另有研究表明，结合了HAL的疗法有助于脊髓损伤以及中风的恢复。
在2011年的消费电子展上，美国联邦政府表达了对HAL的采购意愿。2011年3月，Cyberdyne公司推出了面向身体障碍者、康复机构以及工场工人的下肢用型HAL，即HAL 3。2011年11月，日本政府指定HAL作为福岛第一核电厂事故的清理用器械，随后在2012年10月于东京举办的日本机器人周展览会上，Cyberdyne展示了专为福岛第一核电厂事故的清理工作而设计的特别版HAL。2013年3月，十家日本的医院为应用于医疗用途的HAL 3进行了临床试验。2014年，日本建设公司大林组开始在建筑施工中使用HAL。

## 医疗认证
2012年12月，HAL获得保险商实验室颁发的ISO 13485认证。2013年8月，HAL获得欧洲合格认证，成为首个被准许在欧洲使用的医用外骨骼动力服产品。2014年11月，HAL获得ISO/DIS 13482认证，成为全球首个获得安全认证的外骨骼动力服产品。
2018年3月，美国食品和药品管理局正式批准HAL用于医疗复健领域，佛罗里达州的Brooks Cybernic Treatment Center医护中心亦宣布正式将HAL用于病人的医疗复健。